# Liste weiterführender Bildungseinrichtungen in Peking
Dies ist eine Liste weiterführender Bildungseinrichtungen in Peking (chinesisch 北京高等学校名单):

## Universitäten und Hochschulen
- Chinesische Universität für Geowissenschaften (中国地质大学);
- Chinesische Universität für Politikwissenschaft und Recht (中国政法大学);
- Chinesische Volksuniversität (中国人民大学);
- Filmhochschule Peking (北京电影学院);
- Hauptstadt-Universität für Wirtschaft und Handel (首都经济贸易大学);
- Landwirtschaftliche Universität Chinas (中国农业大学);
- Pädagogische Universität Peking (北京师范大学) (gegründet 1902);
- Peking-Universität, (北京大学) (gegründet 1898);
- Pekinger Fremdsprachenuniversität (北京外国语大学);
- Polytechnische Universität Peking (北京工业大学);
- Technische Universität Peking (北京理工大学);
- Tsinghua-Universität (清华大学) (gegründet 1911);
- Universität für Außenwirtschaft und Handel (对外经济贸易大学) (gegründet 1951);
- Universität für Chemieingenieurwesen Peking (北京化工大学);
- Universität für Informationswissenschaft und Technik Peking (北京信息科技大学);
- Universität für Luft- und Raumfahrt Peking, (北京航空航天大学);
- Universität für Sprache und Kultur Peking (北京语言大学);
- Universität für Wissenschaft und Technik Peking (北京科技大学);
- Zentrale Nationalitäten-Universität (中央民族大学);
- Zweite Pekinger Fremdsprachenhochschule (北京第二外国语学院);

- Chinesische Jugendhochschule für Politik (中国政治青年学院);
- Chinesische Musikhochschule (中国音乐学院);
- Chinesische Universität für Erdölwesen (Peking) (中国石油大学（北京）) in Peking;
- Chinesische Universität für Medienkommunikation (中国传媒大学);
- Forstwirtschaftliche Universität Peking (北京林业大学);
- Hochschule für Auswärtige Angelegenheiten (外交学院);
- Hochschule für Internationale Beziehungen (国际关系学院);
- Hochschule für Modedesign Peking (北京服装学院);
- Jiaotong-Universität Peking (北京交通大学);
- Pädagogische Hauptstadt-Universität (首都师范大学);
- Peking Union Medical College (北京协和医学院);
- Sport-Universität Peking (北京体育大学);
- Tanzhochschule Peking (北京舞蹈学院);
- Universität der Chinesischen Akademie der Wissenschaften (中国科学院大学);
- Universität für Industrie und Handel Peking (北京工商大学);
- Universität für Post- und Fernmeldewesen Peking (北京邮电大学);
- Universität für Traditionelle Chinesische Medizin und Pharmakologie Peking (北京中医药大学);
- Chinesische Zentralakademie der Bildenden Kunst (中央美术学院);
- Zentrale Hochschule für Dramaturgie (中央戏剧学院);
- Zentrale Musikhochschule (中央音乐学院);
- Zentrale Universität für Finanzwesen und Wirtschaft (中央财经大学);
- Zentrale Rundfunk- und Fernsehuniversität (中央广播电视大学).